# Lim vàng
Lim vàng hay hoàng linh (danh pháp hai phần: Peltophorum dasyrhachis) là loài thực vật có hoa thuộc phân họ Vang, họ Đậu. Loài này được (Miq.) Kurz miêu tả khoa học đầu tiên.
Chúng có thể cao đến 30 m. Đây là loài bản địa của Đông Nam Á (Campuchia, Indonesia, Lào, Malaysia, Thái Lan, Việt Nam), đã được di thực đến châu Phi (Bờ Biển Ngà, Sierra Leone, Tanzania, Uganda). Ở Thái Lan, cây lim vàng nở rộ hoa màu vàng vào đầu tháng 3.
Thân cây tròn, thẳng, đường kính 60 cm đến 90 cm. Gỗ lõi của cây có màu nâu.gỗ bền tự nhiên không sợ mối mọt